# Katāʾib Schams asch-Schimāl
Die Katāʾib Schams asch-Schimāl (arabisch كتائب شمس الشمال), deutsch Bataillone der Sonne des Nordens, sind eine seit April 2014 bestehende Einheit, in der kurdische Kämpfer der Volksverteidigungseinheiten (YPG) und Turkmenen in Syrien gemeinsam dienen. Die Einheit gehört auch zur Koalition Alwiya Fadschr al-Ḥurriyya, die wiederum sich im Mai 2015 mit der kurdischen Dschabhat al-Akrād zur Armee der Revolutionäre vereinigte und im Oktober 2015 sich mit den assyrisch-aramäischen Militärrat der Assyrer (MFS) und weiteren Einheiten zu den Demokratischen Kräften Syriens (SDF) zusammenschloss.